# Svjatoslav I di Kiev
Svjatoslav I Igor'evič, detto il Coraggioso (in slavo orientale antico Свѧтославъ Игорєвичь, traslitterato Svętoslavŭ Igorevičǐ; in russo Святослав Игоревич?, Svjatoslav Igorevič; in ucraino Святослав Iгорович?, Svjatoslav Ihorovyč; Kiev, 941 o 942 – Dnepr, marzo 972), è stato Gran Principe di Kiev dal 954 alla morte.  Era figlio di Igor' e di Ol'ga di Kiev.
Il principe Svjatoslav I di Kiev, della dinastia dei Rjurikidi, regnò nominalmente sulla Rus' di Kiev dal 945, anche se fino al 954 era di fatto sotto la reggenza della madre Ol'ga.
Ampliò notevolmente il territorio della Rus' di Kiev, conquistando la Bulgaria del Volga, sottomettendo le popolazioni degli Alani, dei Radimiči e dei Vjatiči, e avviando la decadenza dell'Impero di Khazaria e del primo Impero bulgaro.
Ebbe una relazione con la sua serva Maluša (che divenne madre di Vladimir I di Kiev) e con Predslava, madre di altri figli di Svjatoslav.

## Datazione della sua nascita
La Cronaca degli Anni Passati (manoscritto ipaziano) colloca la morte dello zar bulgaro Simeone I il Grande e la nascita di Svjatoslav, figlio di Igor' di Kiev, nella stessa estate: quella dell'anno 6450 (secondo il calendario di Costantinopoli, il 942 d.C.).  Questo dato, tuttavia, crea una discordanza di date, perché è certo che Simeone I sia morto nel 927 d.C.
È possibile che la causa dell'errore cronologico risieda in una errata trascrizione della lettera greca λ (che in epoca bizantina era utilizzata anche per trascrivere il numero 30): durante la copia di un manoscritto essa sarebbe trascritta come la lettera cirillica л (che invece equivaleva a 50): per questo motivo, la datazione dovrebbe essere anticipata di vent'anni.
Inoltre, è possibile che la data della morte dello zar Simeone sia stata tramandata e riportata secondo il calendario bulgaro, che comincia il computo annuale tre anni prima di quello costantinopolitano.
Diversi storici hanno determinato la data di nascita di Svjatoslav basandosi su calcoli simili a quelli sopra riportati e giungendo a soluzioni simili: secondo lo storico ucraino Petro Tolochko, Svjatoslav sarebbe nato nel 930 o 932; secondo il russo Vasilij Tatiščev, nel 920; secondo Nikolaj Michajlovič Karamzin, nel 933; secondo Teofil' Kostruba, nel 934; per Mikhail Brajchevsky, intorno al 935; per Gennadij Litavrin, nel 939 o 940.

## Le campagne sulla Volga
Svjatoslav lasciò l'amministrazione interna del regno alla madre Ol'ga e si dedicò alle spedizioni militari, cercando di orientare i commerci della Rus' di Kiev verso est, verso il mar Caspio e le popolazioni della steppa (in particolare i Khazari).
Dal 964 al 969 le truppe di Svjatoslav combatterono nella zona tra i fiumi Okà e Volga, conquistando il territorio della tribù slava dei Vjatiči e distruggendo città khazare: in particolare, Svjatoslav conquistò la fortezza khazara di Sarkel e giunse fino ai territori degli Jazigi e degli Osseti.
Quando Svjatoslav effettuò la sua prima spedizione militare contro i Vjatiči, nel 964, essi erano stanziati tra l'Okà e la Volga, e versavano tributi ai Khazari.  I combattimenti durarono tutto l'inverno del 964, e alla fine Svjatoslav riuscì a sottomettere la popolazione, che da allora cominciò a pagare i tributi alla Rus' di Kiev.
Nella primavera dell'anno successivo Svjatoslav, dopo aver avvisato i Khazari delle sue intenzioni, partì in una seconda spedizione militare.
All'epoca i Khazari occupavano i territori della Ciscaucasia, le coste del Mar d'Azov, e gli odierni oblast' di Donec'k, di Lugans'k e di Rostov. Sulla costa destra del Don si trovavano delle postazioni militari khazare, che venivano utilizzate per attacchi continui contro la Rus' di Kiev.
La battaglia decisiva ebbe luogo nei pressi della capitale dei Khazari Itil.  La città fu poi definitivamente distrutta nel 968-969 dalle truppe di Svjatoslav, dopodiché egli si diresse contro l'antica capitale khazara Samandar.  Nelle cronache è però assente una descrizione di queste battaglie.
Da Samandar, l'esercito di Svjatoslav proseguì attraverso la Ciscaucasia, distruggendo la popolazione degli Alani.
Svjatoslav manteneva il comando fidandosi solo di sé stesso, ed evitando di condividere con altri i suoi piani e le idee.  Strada facendo, l'esercito requisiva i cavalli per la sostituzione delle bestie stanche o ferite.  In questo modo, Svjatoslav percorse migliaia di chilometri conquistando fortezze e distruggendo eserciti nemici.

## L'invasione della Bulgaria

### Antefatto

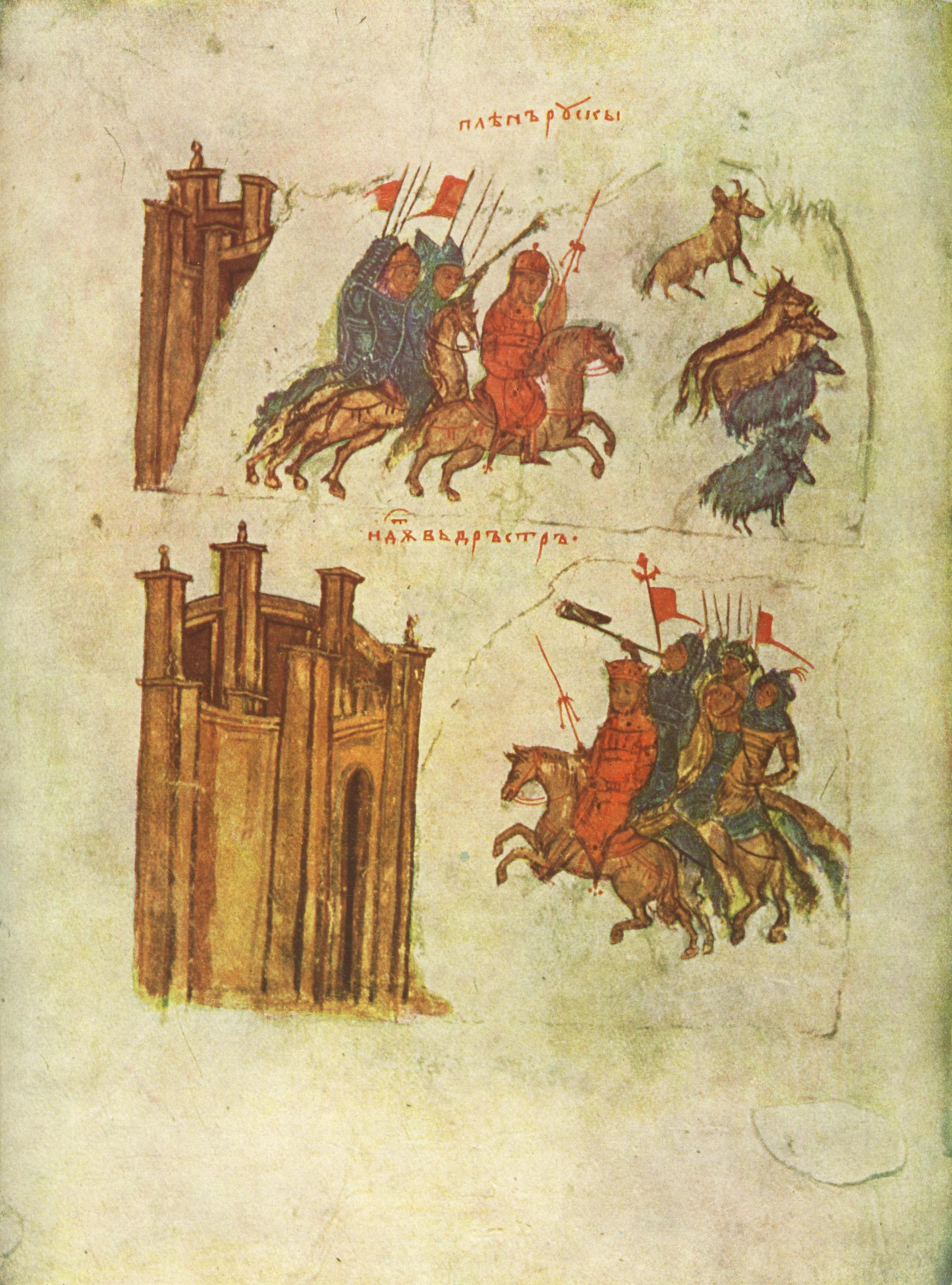
Cronaca di Costantino Manasse (manoscritto del XIV secolo nella Biblioteca Apostolica Vaticana).
In alto: Svjatoslav conquista il primo Impero bulgaro;
in basso: Giovanni I Zimisce combatte durante l'assedio di Dorostolon.

Nell'autunno del 965, erano giunti a Costantinopoli degli ambasciatori bulgari, chiedendo il versamento di un tributo che, secondo loro, i Bizantini avrebbero dovuto versare ai Bulgari già da tempo. L'imperatore bizantino Niceforo II Foca, reduce dalle conquiste in Cilicia e a Cipro, decise di punire l'arroganza dei Bulgari facendo frustare gli ambasciatori e rimandandoli in patria tra invettive e minacce.  Tuttavia, dopo aver distrutto alcuni forti bulgari lungo il confine, Niceforo evitò di iniziare una guerra aperta con la Bulgaria, in quanto aveva intenzione di riprendere le operazioni militare in Oriente.
La decisione di Niceforo di interrompere ogni relazione amichevole con la Bulgaria era dovuta in parte anche ad un precedente trattato che Pietro I di Bulgaria aveva stipulato con gli Ungari: il trattato consentiva agli Ungari di attraversare il territorio bulgaro per devastare quello bizantino in cambio della cessazione delle loro incursioni nella Bulgaria.
L'imperatore decise quindi di rivolgersi a Svjatoslav affinché in sua vece, e dietro un cospicuo pagamento in oro, fosse lui a muovere guerra contro i Bulgari.

### Conquista del primo impero bulgaro
Nel 967-968 Svjatoslav si diresse verso il Danubio, sconfiggendo l'esercito bulgaro, forte di 30.000 uomini, nella battaglia di Silistra, e occupando la maggior parte della Dobrugia. Secondo lo storico bulgaro Vasil Zlatarski, Svjatoslav occupò ben ottanta città nel nord-est della Bulgaria: esse furono saccheggiate e distrutte, ma non occupate permanentemente. Lo zar Pietro I ebbe un violento attacco epilettico alla notizia della disfatta.
I Russi decisero di passare l'inverno in territorio bulgaro, stabilendo la loro base operativa nella cittadina di Perejaslavec, mentre i Bulgari si concentravano nella fortezza di Dorostolon (Silistra).  In questo modo, si erano venute a creare due capitali della Rus' di Kiev: Kiev, capitale amministrativa, dove risiedeva Ol'ga, e Perejaslavec, capitale commerciale, dove risiedeva Svjatoslav.
La primavera seguente, Svjatoslav mosse con parte del suo esercito verso Kiev, minacciata dalle incursioni dei Peceneghi (forse istigati e sovvenzionati dai Bizantini oppure, a quanto attestano le fonti russe, dai Bulgari). I Peceneghi erano convinti di poter conquistare facilmente la città, presidiata da un esiguo numero di soldati.  Svjatoslav riuscì invece a soccorrere la madre e respingere l'attacco.
Nello stesso tempo, lo zar Pietro inviava una nuova ambasceria a Costantinopoli, episodio registrato anche da Liutprando di Cremona, a sua volta in missione diplomatica per conto dell'imperatore germanico Ottone I di Sassonia. Questa volta, gli ambasciatori bulgari vennero ricevuti alla corte bizantina con tutti gli onori, tuttavia i termini del trattato concluso tra i due imperi furono durissimi: Pietro fu costretto ad abdicare in favore del più malleabile Boris, suo figlio, e fu stabilito che i giovani co-imperatori Basilio e Costantino sposassero due figlie di Boris.
Lo zar Pietro I morì in un monastero nel 969, mentre Boris venne incoronato zar dei Bulgari. Svjatoslav nel frattempo, dopo aver respinto i Peceneghi, si volse nuovamente verso i Balcani, fermamente intenzionato ad annettere la Bulgaria ai propri domini. Al suo seguito cavalcavano ora anche mercenari magiari e peceneghi.

### Reazione bulgara e guerra con i Bizantini

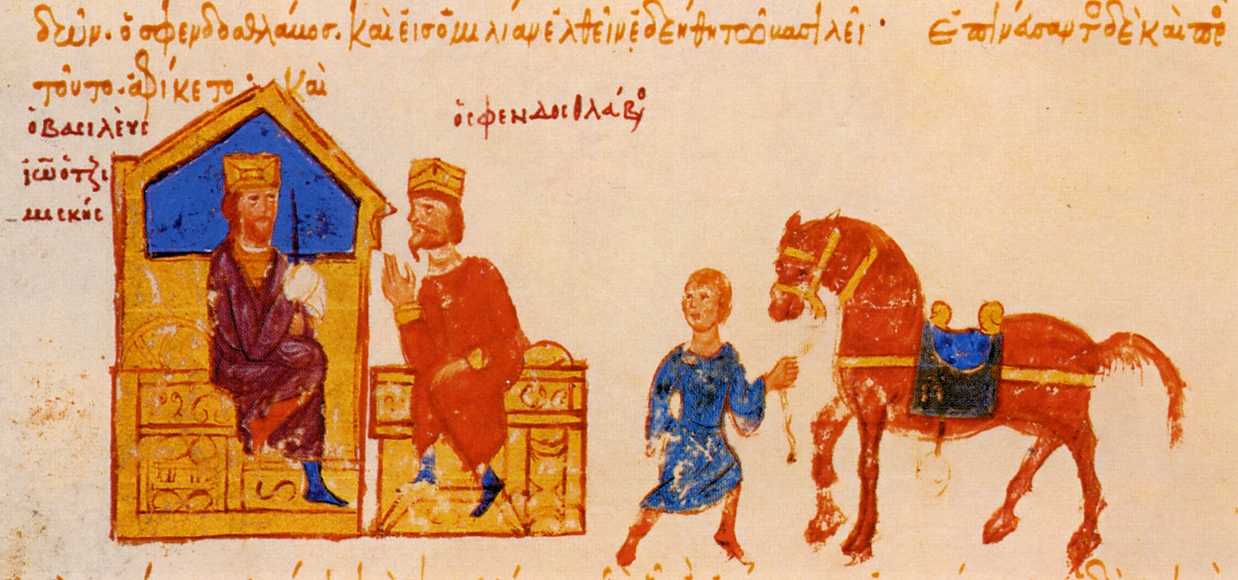
Incontro tra l'imperatore Giovanni I Zimisce e Svjatoslav

Durante l'assenza di Svjatoslav, Perejaslavec era stata riconquistata dallo zar bulgaro Boris II, che aveva intenzione di ripristinare il confine precedente del suo impero, ma Svjatoslav riconquistò rapidamente la città e costrinse il giovane zar alla capitolazione. I Russi annessero ai loro domini tutta la Bulgaria orientale, con le città di Dorostolon (oggi Silistra) e Preslav, la capitale bulgara, dove Boris poté continuare a risiedere come principe vassallo mantenendo nominalmente le proprie prerogative. Ciò permise al principe russo di non alienarsi del tutto le simpatie del popolo bulgaro, che anzi cercava di avvicinare a sé in nome di una comune identità slava. Limitando i saccheggi da parte delle truppe occupanti e anzi integrando la componente bulgara nel suo esercito, Svjatoslav accentrò su di sé un consistente potere militare, che ora poteva usare a suo piacimento.
Il piano dell'imperatore bizantino Niceforo, quindi, aveva finito per ribaltarsi: invece di una Bulgaria debole, il sovrano bizantino si ritrovava ai propri confini una nuova potenza militare, molto più agguerrita, che subito manifestò mire espansionistiche verso i territori bizantini. L'imperatore si appellò quindi ai nobili bulgari, perché riprendessero le ostilità contro i Russi, ma la sua richiesta cadde nel vuoto.
Nel dicembre del 969 Niceforo venne assassinato nel suo letto durante un colpo di Stato che portò al potere suo nipote, Giovanni I Zimisce (che avrebbe regnato fino al 976).  Il nuovo imperatore dovette fronteggiare la situazione ormai critica dei Balcani, e decise di inviare una delegazione a Svjatoslav, nella speranza di intavolare una trattativa. Le richieste du Svjatoslav furono volutamente esorbitanti: oltre a una nuova cospicua somma di denaro, egli pretendeva che gli fossero ceduti tutti i territori balcanici dell'impero, che in questo modo si sarebbe ridotto alla sola Asia Minore. In quegli stessi anni Giovanni Zimisce era impegnato a soffocare la ribellione della famiglia dei Foca, decisa a vendicare l'assassinio del precedente imperatore. Egli decise perciò di inviare il generale Bardas Skleros, con il titolo di Grande Domestico d'Occidente, a dirigere le operazioni nei Balcani, affiancato dall'eunuco Pietro.
All'inizio del 970, l'esercito dei Russi, forte di un numeroso contingente di Magiari, Peceneghi e Bulgari, attraversò il confine bulgaro e invase i Balcani meridionali. Svjatoslav assediò e poi saccheggiò la città di Filippopoli (oggi Plovdiv), dove, secondo la cronaca di Leone il Diacono, fece impalare 20.000 dei suoi abitanti.
Bardas Skleros, con un esercito di 10.000–12.000 uomini, affrontò i Russi nei pressi di Arcadiopoli nella primavera del 970. Il generale bizantino, in forte inferiorità numerica, usò la tattica della finta ritirata per separare il contingente pecenego dal resto dell'esercito russo e poi annientarlo in un'imboscata predisposta precedentemente. L'esercito russo, privo del supporto della cavalleria pecenega, si ritirò disordinatamente, subendo forti perdite. La ritirata dei Russi consentì a Giovanni Zimisce di domare le rivolte interne e di avere il tempo di radunare un nuovo e più consistente esercito per muoversi verso nord.

### L'offensiva bizantina in Bulgaria
Dopo aver soffocato la rivolta di Bardas Foca, che lo tenne occupato per tutto il 970, Giovanni Zimisce preparò le sue forze, e nella primavera del 971 marciò contro Russi e Bulgari, radunando contingenti dai tagmata della Tracia e dell'Asia Minore. La flotta bizantina supportò la spedizione, con la consegna di far sbarcare le sue truppe al di là del Danubio in modo prendere alle spalle il nemico e impedirgli ogni possibilità di ritirata. L'imperatore scelse la settimana di Pasqua del 971 per fare la sua mossa, cogliendo l'esercito dei Russi completamente di sorpresa: i passi montani dei Balcani erano rimasti incustoditi, probabilmente perché le forze russe erano impegnati a soffocare le rivolte dei nobili bulgari o forse (come suggerisce lo storico A.D. Stokes) perché il trattato che era stato concluso ad Arcadiopoli l'anno prima aveva rassicurato i Russi sulle intenzioni dei Bizantini.
Giovanni Zimisce marciava alla testa di un esercito di 30.000–40.000 uomini, che giunsero velocemente alle porte di Preslav. L'esercito dei Russi venne sconfitto davanti alle mura della città, che i Bizantini misero sotto assedio. La guarnigione russo-bulgara, al comando del bojaro russo Sphangel, era decisa a resistere, ma Preslav cadde ugualmente, il 13 aprile. Tra i prigionieri c'era anche lo zar Boris II e la sua famiglia, che vennero condotti a Costantinopoli.
La gran parte delle forze russe, al comando di Svjatoslav, si ritirò di fronte all'avanzata dell'armata bizantina a Dorostolon, sul Danubio. Svjatoslav a questo punto, temendo una ribellione bulgara, fece uccidere 300 nobili bulgari e imprigionarne molti altri. L'esercito bizantino avanzò senza incontrare resistenza; le guarnigioni bulgare delle piazzeforti lungo il suo cammino si arresero senza combattere.

### Assedio di Dorostolon
I Bizantini raggiunsero Dorostolon, dove trovarono schierato l'esercito di Svjatoslav, che si era accampato appena fuori della città ed era pronto per la battaglia. Dopo un durissimo e sanguinoso scontro, una carica dei catafratti di Giovanni Zimisce riuscì infine a rompere le linee nemiche e a costringerle a ritirarsi tra le mura della città, al prezzo di forti perdite.
Il successivo assedio di Dorostolon si protrasse per tre mesi, durante i quali i Bizantini bloccarono la città con l'ausilio della flotta e respinsero vari tentativi di sortita. Per ben tre volte i Russi tentarono di rompere l'assedio, ma ogni volta vennero respinti e furono costretti alla capitolazione dopo un'ultima, decisiva battaglia, a fine luglio. Secondo le fonti bizantine, dei ben 60.000 uomini che componevano l'esercito assediato sopravvissero solo in 22.000.
Giovanni Zimisce e Svjatoslav giunsero ad un accordo: ai resti dell'esercito russo fu concesso di ripartire, restituendo prigionieri e bottino, e i loro privilegi commerciali furono ristabiliti in cambio della promessa di non muovere mai più guerra all'Impero bizantino.

## La morte di Svjatoslav
Svjatoslav, rifornito di viveri, condusse il suo esercito ormai stremato verso Kiev, ma all'inizio del 972 cadde in un'imboscata tesa dai Peceneghi mentre tentava di guadare il fiume Dniepr. Il khan Kurya, capo dei Peceneghi, secondo alcune fonti sarebbe stato indotto all'attacco dai Bizantini, che non si fidavano delle intenzioni del Gran Principe: i Bizantini avrebbero fornito ai Peceneghi delle informazioni riservate sul viaggio che Svjatoslav si accingeva a fare da Perejaslavec a Kiev.
Secondo quando attesta la Cronaca degli Anni Passati, Sveneld, comandante della cavalleria russa, avrebbe tentato di mettere in guardia Svjatoslav del rischio di guadare il fiume in quel punto, ma il Gran Principe avrebbe ignorato il saggio consiglio e sarebbe caduto nell'imboscata che gli costò la vita. La stessa cronaca riporta che il khan pecenego ricavò una coppa dal teschio di Svjatoslav:
(Cronaca degli Anni Passati)
Alla morte di Svjatoslav, le tensioni tra i suoi figli crebbero, fino ad esplodere in una lotta fratricida che sarebbe durata otto anni (972-980). Nel 976 si contrapposero i fratelli Oleg e Jaropolk I in una guerra che si protrasse fino a quando Oleg fu ucciso. Nel 977 il terzo figlio di Svjatoslav, Vladimir, si diede alla fuga per sfuggire alla medesima sorte di Oleg e si rifugiò in Scandinavia, dove raccolse un esercito di Variaghi con cui fece ritorno a Kiev nel 980. Jaropolk fu ucciso e Vladimir divenne l'unico signore di Kiev.

## Galleria d'immagini

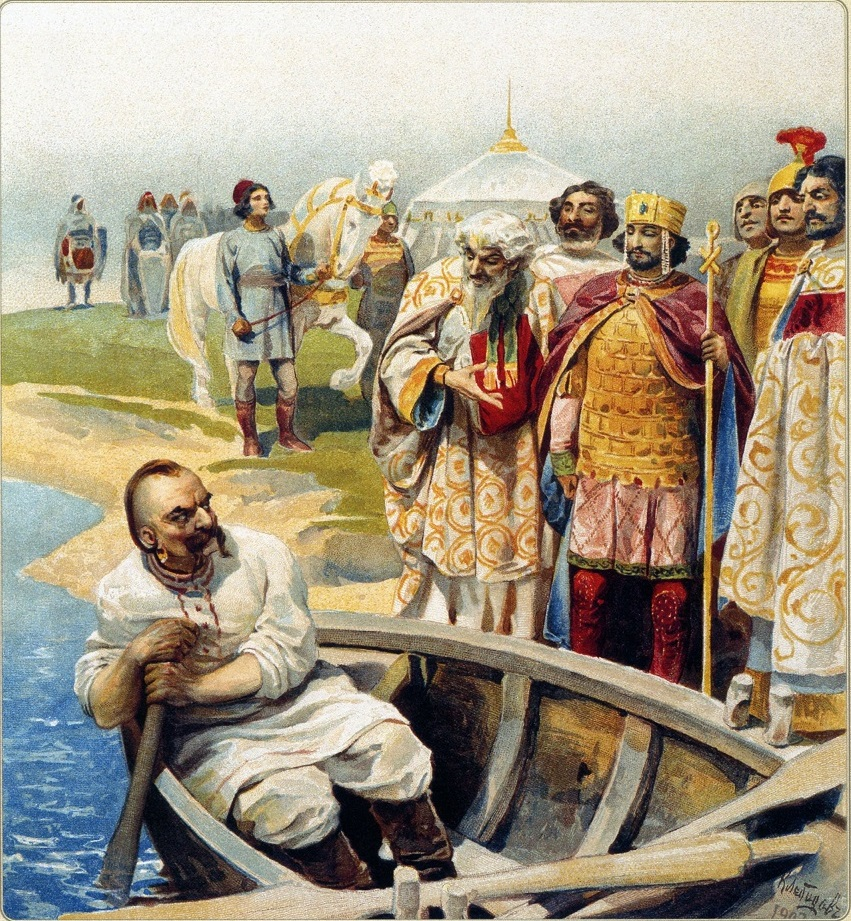
Klavdy Lebedev, L'incontro sul Danubio di Svjatoslav con l'imperatore bizantino Giovanni I Zimisce
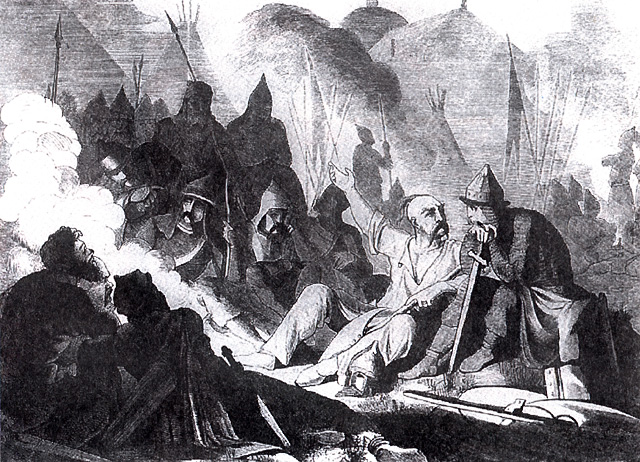
Boris Artem'evič Čorikov, Svjatoslav durante la campagna in Bulgaria

## Ascendenza
|                        |   |                     | Genitori  |  |  | Nonni |  |  | Bisnonni                |  |  | Trisnonni |  |
|                        |   |                     |           |  |  |       |  |  | Godoslav degli Obotriti |  |  | Witzan    |  |
|                        |   |                     |           |  |  |       |  |  | Godoslav degli Obotriti |  |  | Witzan    |  |
|                        |   | …                   |           |  |  |       |  |  | Godoslav degli Obotriti |  |  |           |  |
| Rjurik                 |   |                     |           |  |  |       |  |  | Godoslav degli Obotriti |  |  |           |  |
|                        |   | Umila Gostomyslovna | Gostomysl |  |  |       |  |  |                         |  |  |           |  |
|                        |   | Umila Gostomyslovna | Gostomysl |  |  |       |  |  |                         |  |  |           |  |
|                        |   | Umila Gostomyslovna | …         |  |  |       |  |  |                         |  |  |           |  |
| Igor' di Kiev          |   | Umila Gostomyslovna |           |  |  |       |  |  |                         |  |  |           |  |
|                        |   | Kjetil' il Salmone  | …         |  |  |       |  |  |                         |  |  |           |  |
|                        |   | Kjetil' il Salmone  | …         |  |  |       |  |  |                         |  |  |           |  |
|                        |   | Kjetil' il Salmone  | …         |  |  |       |  |  |                         |  |  |           |  |
| Efanda                 |   | Kjetil' il Salmone  |           |  |  |       |  |  |                         |  |  |           |  |
|                        |   | Ingunn              | …         |  |  |       |  |  |                         |  |  |           |  |
|                        |   | Ingunn              | …         |  |  |       |  |  |                         |  |  |           |  |
|                        |   | Ingunn              | …         |  |  |       |  |  |                         |  |  |           |  |
| Svjatoslav I Igor'evič |   | Ingunn              |           |  |  |       |  |  |                         |  |  |           |  |
|                        | … | …                   |           |  |  |       |  |  |                         |  |  |           |  |
|                        | … | …                   |           |  |  |       |  |  |                         |  |  |           |  |
|                        | … | …                   |           |  |  |       |  |  |                         |  |  |           |  |
| …                      | … |                     |           |  |  |       |  |  |                         |  |  |           |  |
|                        |   | …                   | …         |  |  |       |  |  |                         |  |  |           |  |
|                        |   | …                   | …         |  |  |       |  |  |                         |  |  |           |  |
|                        |   | …                   | …         |  |  |       |  |  |                         |  |  |           |  |
| Olga di Kiev           |   | …                   |           |  |  |       |  |  |                         |  |  |           |  |
|                        |   | …                   | …         |  |  |       |  |  |                         |  |  |           |  |
|                        |   | …                   | …         |  |  |       |  |  |                         |  |  |           |  |
|                        |   | …                   | …         |  |  |       |  |  |                         |  |  |           |  |
| …                      |   | …                   |           |  |  |       |  |  |                         |  |  |           |  |
|                        |   | …                   | …         |  |  |       |  |  |                         |  |  |           |  |
|                        |   | …                   | …         |  |  |       |  |  |                         |  |  |           |  |
|                        |   | …                   | …         |  |  |       |  |  |                         |  |  |           |  |
|                        |   | …                   |           |  |  |       |  |  |                         |  |  |           |  |